# Jupiterovi pravilni sateliti
Jupiterovi pravilni sateliti su Saturnovi prirodni sateliti u pravilnim progradnim putanjama, uglavnom s vrlo malim ekscentricitetima putanje i inklinacijama prema Jupiterovom ekvatoru. 
Smatra se da su nastali zajedno s Jupiterom, od diska plina i prašine zaostale u orbiti oko Jupitera nakon njegovog formiranja, za razliku od Jupiterovih vanjskih satelita za koje se, zbog nepravilnih putanja, smatra da su kasnije došli u Jupiterov sustav.
Od Jupitera prema vani, nalaze se redom: Metis, Adrasteja, Amalteja, Tebe, Io, Europa, Ganimed i Kalisto.
Iza putanje Kalista nalaze se Jupiterovi vanjski sateliti u nepravilnim putanjama. Najbliži (do danas otkriveni) Jupiterov vanjski satelit, Themisto, prosječno je udaljen od Jupitera 1.88 milijuna kilometara, dok je Kalisto od Jupitera prosječno udaljen oko 7 39 milijuna km. Kalisto je, dakle, skoro četverostruko bliži Jupiteru od Themista!

## Podjela u grupe
Prema položaju orbita, ovih se 8 satelita jasno dijele u 2 grupe:
- Jupiterovi unutarnji sateliti
- Galilejanski sateliti

### Jupiterovi unutarnji sateliti
Jupiterovi unutarnji sateliti su tako mali da zbog slabe vlastite gravitacije gube materijal već prilikom sudara s mikrometeoridima kojima obiluje Jupiterov sustav. Prašina podignuta s površine ostaje o orbiti oko Jupitera i čini Jupiterovi prstenovi.
U ovu grupu spadaju Metis, Adrasteja, Amalteja i Tebe.

### Galilejanski sateliti
Galilejanski sateliti su prvi otkriveni sateliti drugih planeta, a otkrio ih je Galileo Galilej 1610. godine (pokazavši pritom da Zemlja nije središte svemira). Neki od galilejanskih satelita su čak i veći od planeta Merkura.
U ovu grupu spadaju Io, Europa, Ganimed i Kalisto

## Vanjske poveznice
- Jovian Regular Satellites